# Bonaventure Viger
Pour les articles homonymes, voir Viger.
Bonaventure Viger (né le 14 mai 1804 à Boucherville, mort le 15 septembre 1877 à Belœil) fut un combattant patriote et fromager au Bas-Canada. Viger était le fils de Bonaventure Viger et de Louise Carmel-Levasseur, et l'arrière-petit-cousin de Denis-Benjamin Viger et de Jacques Viger. La Cellule d'information Viger du Front de libération du Québec était nommée en son honneur.

## Biographie
Actif au sein du mouvement patriote de l'époque, Viger était présent à l'Assemblée des Six Comtés, à Saint-Charles, en octobre 1837. Il y seconda d'ailleurs une résolution. Ensuite, avec Joseph Vincent, il commanda un groupe de patriotes armés, sur le chemin de Chambly, pour libérer le médecin Joseph-François Davignon et le notaire Pierre-Paul Demaray, que l'on conduisait alors à la prison de Montréal. L'embuscade réussie, Viger prit part ensuite aux batailles de Saint-Denis et de Saint-Charles. À la suite de la défaite de Saint-Charles, il tenta de prendre la fuite aux États-Unis, mais fut capturé et fait prisonnier à Bedford, dans les Cantons de l’Est, avec Louis-Isaac Larocque. Incarcéré à la prison de Montréal le 7 décembre 1837, il fut en juin 1838 l’un des huit prisonniers condamnés à l’exil aux Bermudes.
Libéré en octobre 1838, Viger tenta par la suite de rejoindre la rébellion à partir des États-Unis. Selon l'historien Ægidius Fauteux, au Vermont, il fut alors accusé, avec Célestin Beausoleil, Anselme Tétreault et F. Leclerc, d'avoir incendié une grange appartenant à un loyaliste dénommé Millar. Le procès pour violation de neutralité se termina en acquittement. Puis, à la suite d'une visite clandestine à sa famille au Bas-Canada, Viger fut arrêté près de Saint-Armand, avec son frère Hilarion Viger, Jacques Langlois et Henry Newcombe. Il fut écroué à nouveau à la prison de Montréal. Selon l'historien Laurent-Olivier David, il fut alors inculpé du meurtre d'un loyaliste nommé Vosburgh, tué lors d'une des incursions de sa bande.
En décembre 1840, lorsque les jurés ne purent s’entendre, il fut libéré sous cautionnement. Il épousa Eudoxie Trudel le 11 octobre 1841 à Boucherville, eut cinq enfants avec elle, et devint fromager. Il décéda le 15 septembre 1877 à Belœil. Il fut inhumé le 18 septembre 1877 à Saint-Basile-le-Grand.